# Orphnus plebejus
Orphnus plebejus är en skalbaggsart som beskrevs av Louis Albert Péringuey 1901. Orphnus plebejus ingår i släktet Orphnus och familjen Orphnidae. Inga underarter finns listade i Catalogue of Life.